# Киптануи, Мозес
Мозес Кипкоре Киптануи (англ. Moses Kipkore Kiptanui; род. 1 октября 1970 года) — кенийский легкоатлет, который специализировался в беге на 3000 метров с препятствиями. Серебряный призёр Олимпийских игр 1996 года и трёхкратный чемпион мира. Первый в истории человек, пробежавший 3000 метров с/п быстрее 8 минут. Был рекордсменом мира на трёх дистанциях (3000 метров, 5000 метров и 3000 метров с препятствиями).
На Олимпийских играх 1996 года в Атланте действующий рекордсмен мира и чемпион мира 1991, 1993 и 1995 годов Киптануи считался безусловным фаворитом на дистанции 3000 метров с препятствиями. Однако в финальном забеге на самом финише соотечественник Мозеса 27-летний Джозеф Кетер сумел на 1,21 сек опередить Киптануи и сенсационно завоевал золото.
Завершил карьеру в 2000 году.
В настоящее время является тренером известных бегунов — Сэмми Китвары и Эзекиля Кембоя.
Является двоюродным братом Ричарда Челимо и Исмаэля Кируи.